# Dyrøya
Dyrøya è una piccola isola norvegese facente parte dell'arcipelago delle Vesterålen, nel mare di Norvegia, appena più a nord del circolo polare artico. Amministrativamente appartiene al territorio del comune di Øksnes, il quale però si estende anche all'isola di Langøya.
L'isola si trova pochi chilometri al largo di Langøya. Le isole di Nærøya e Tindsøya si trovano ad ovest, Skogsøya a nord.
L'insediamento principale dell'isola era il villaggio di Barkestad, abbandonato negli anni settanta per via della totale mancanza di infrastrutture sull'isola, problema che riguarda anche le vicine isole di Skogsøya, Tindsøya e Nærøya. L'unico modo per raggiungere l'isola per i visitatori è tramite imbarcazioni. Nel corso del '900 Barkestad è stato un vivace villaggio di pescatori e costituiva uno scalo del servizio di traghetti Hurtigruten.
Il nome dell'isola (dyr significa "animali" e øya "isola") suggerisce che in passato sull'isola fosse comune l'allevamento di renne.